# Umi Hachiman-gū
Pour les articles homonymes, voir Umi.

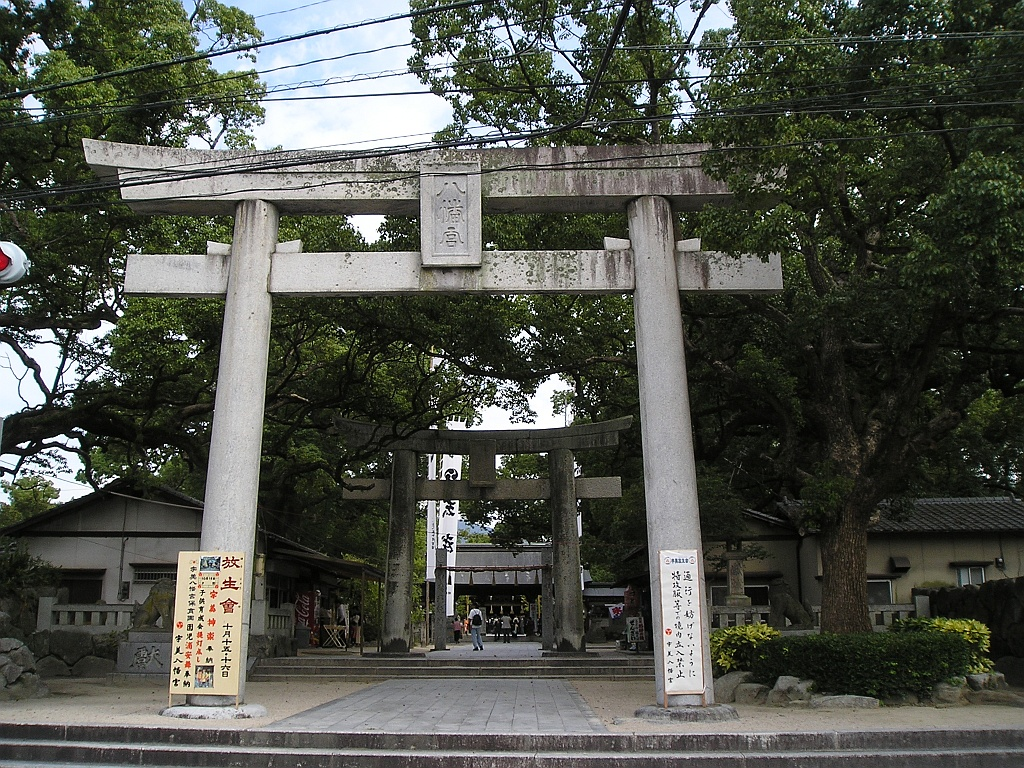
Torii de Umi Hachiman-gū.

L'Umi Hachiman-gū (宇美八幡宮) est un sanctuaire shinto situé dans le bourg d'Umi, préfecture de Fukuoka au Japon. Il est dédié à l'empereur Ōjin, l'impératrice Jingū, Tamayori-bime, Sumiyoshi sanjin (en) et Izanagi.

## Histoire
Vénéré comme le lieu mythique où l'impératrice Jingū a donné naissance au futur empereur Ōjin, le sanctuaire est toujours fréquenté par celles qui prient pour un accouchement sans risques et une éducation en douceur des enfants.

## Trésors nationaux
Le groupe de camphriers géants appelé « forêt de Kada » (y compris les deux anciens camphriers qui ont été jugés « trésors naturels », la forêt de Yufuta et la forêt de Kinukake).

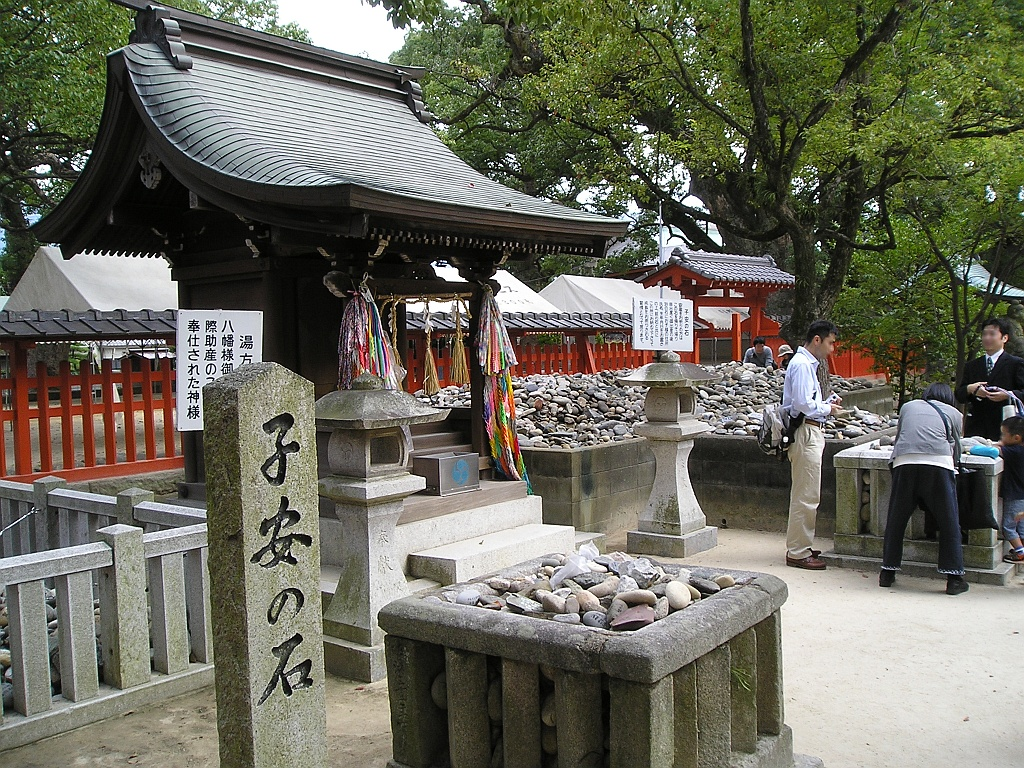
Koyasu-no-ishi (子安の石?, lit. : « la pierre à prière pour un accouchement sans risques et l'éducation en douceur des enfants »).
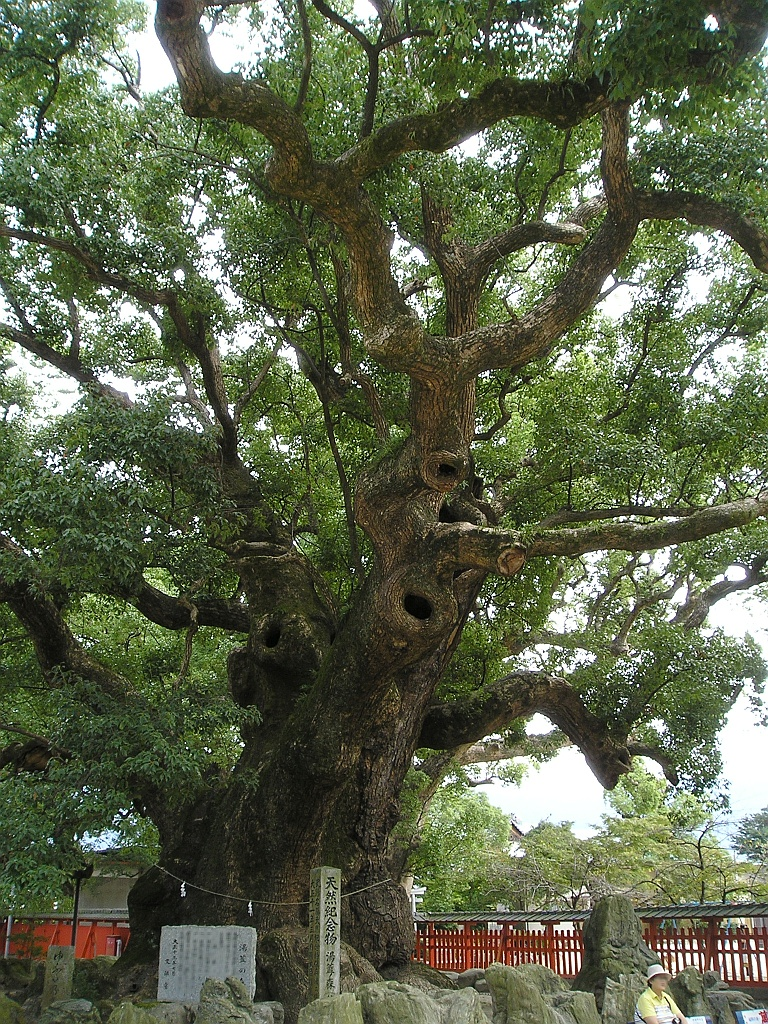
La forêt de Yufuta, un des plus anciens camphriers de ce sanctuaire, est classée Trésor national.